# Beetzsee (település)
Beetzsee település Németországban, azon belül Brandenburgban. Lakosainak száma 2733 fő (2023. december 31.).

## Népesség
A település népességének változása:
| Lakosok száma | 2512 | 2594 | 2666 | 2699 | 2736 | 2733 |
|               | 2015 | 2017 | 2019 | 2021 | 2022 | 2023 |